# Ōkamiden
Ōkamiden, känt som Ōkamiden: Chiisaki Taiyō (大神伝～小さき太陽～? Ōkami Chronicles: Tiny Sun) i Japan, är ett datorspel som utvecklades av Mobile & Game Studio, Inc. till Nintendo DS och är en direkt uppföljare till Ōkami, som ursprungligen släpptes till Nintendo Wii i början på 2006.

### Fotnoter
1. ↑  ”Okamiden Release Information for DS”. Gamefaqs. https://gamefaqs.gamespot.com/ds/971937-okamiden/data. Läst 19 mars 2018.
2. ↑  ”Okami Release Information for PlayStation 2”. Gamefaqs. https://gamefaqs.gamespot.com/ps2/920500-okami/data. Läst 19 mars 2018.